# Remington Модель 34
Remington Модель 34 гвинтівка з ковзним затвором, яку випускала компанія Remington Arms з 1932 по 1935 роки.

## Конструкція
Модель 34 це звичайна гвинтівка з ковзним затвором та трубчастим магазином. Хоча компонування та конструкція були традиційними, Моделі 34 та 341 мали патентований механізм піднімання набою, який не давав можливості кулі торкнутися задньої частини патронника. Це запобігало пошкодженню кулі і, ймовірно, впливало на потенційну точність.  Компанія Remington оновила Модель 34 і Модель 341 замінила її у виробництві.

## Варіанти
Модель 34 NRA
Модель 34 NRA мала такі самі характеристики, що й базова, але отримала мушку типу Партридж та апертурний цілик Lyman 55R. Крім того вона мала антабки для носіння зброї на ремені.